# Kontrola rasta stanovništva
Kontrola rasta stanovništva je nastojanje kontrole i smanjenja stope rasta stanovništva neke države i svijeta. 
Povijesno gledano, kontrola rasta stanovništva provodila se ograničavanjem nataliteta, obično djelovanjem države poput kineske politike jednog djeteta. Razlozi za kontrolu rasta stanovništva mogu biti povećanje razine siromaštva, briga za okoliš, vjerski razlozi i prenapučenost. 
Diljem svijeta, pokret kontrole rasta stanovništva bio je aktivan tijekom 1960-ih i 1970-ih, promovirajući reproduktivno zdravlje i programe planiranja obitelji. U 1980-im, intenzivno se razmišljalo o ženskim reproduktivnim pravima. Ranih 1990-ih, pojavila se i kritika kontrole rasta stanovništva. U mnogim razvijenim državama prisutna je bijela kuga tj. depopulacija ili smanjivanje broja stanovništva zbog iseljavanja ili niskoga nataliteta.
Pojave koje utječu na kontrolu rasta stanovništva su: dostupnost zdrave hrane i pitke vode, kontracepcija, smrtnost novorođenčadi, apstinencija, pobačaj, čedomorstvo, demografski gubici rata, položaj žena u društvu, materijalno stanje, stambeno pitanje, useljeništvo i iseljeništvo, sterilizacija, eutanazija i dr.
Ekonomski gledano, prije se držalo da je velika plodnost ekonomska prednost, jer je povećavala broj radnika. Thomas Robert Malthus je na to gledao drugačije i uvjerio mnoge ekonomiste, da iako plodnost povećava ukupni dobitak, smanjuje dobitak po osobi. Makar je Malthusova teorija kako se stanovništvo razmnožava brže nego što raste proizvodnja hrane, odavno odbačena kao pogrešna, još uvijek u najrazvijenijim državama svijeta mnogi smatraju ovu teoriju ispravnom pa se ulažu milijarde dolara za zaustavljanje rasta stanovništva u Africi, Aziji i Južnoj Americi, a humanitarna pomoć u hrani i lijekovima manja je od donacija kontracepcije i drugih sredstava kontrole rađanja.  
Katolička Crkva protivi se pobačaju, sterilizaciji i kontracepciji općenito, a posebno kao način primjene kontrole rasta stanovništva. Papa Benedikt XVI. izjavio je da "istrebljivanje milijuna nerođene djece pobačajem, u ime borbe protiv siromaštva, zapravo predstavlja uništenje najsiromašnijih od svih ljudskih bića."